# Point Cloud Library
Point Cloud Library (PCL) は2次元/3次元ポイントクラウド処理を行う、スタンドアローンの大規模オープンソースフレームワークである。フィルタリング、特徴推定、表面再構成、イメージレジストレーション、モデルフィッティング、セグメンテーションなどのアルゴリズムを扱える。
C++で書かれており、BSDライセンスで配布されている。